# Palazzo (Bingen)

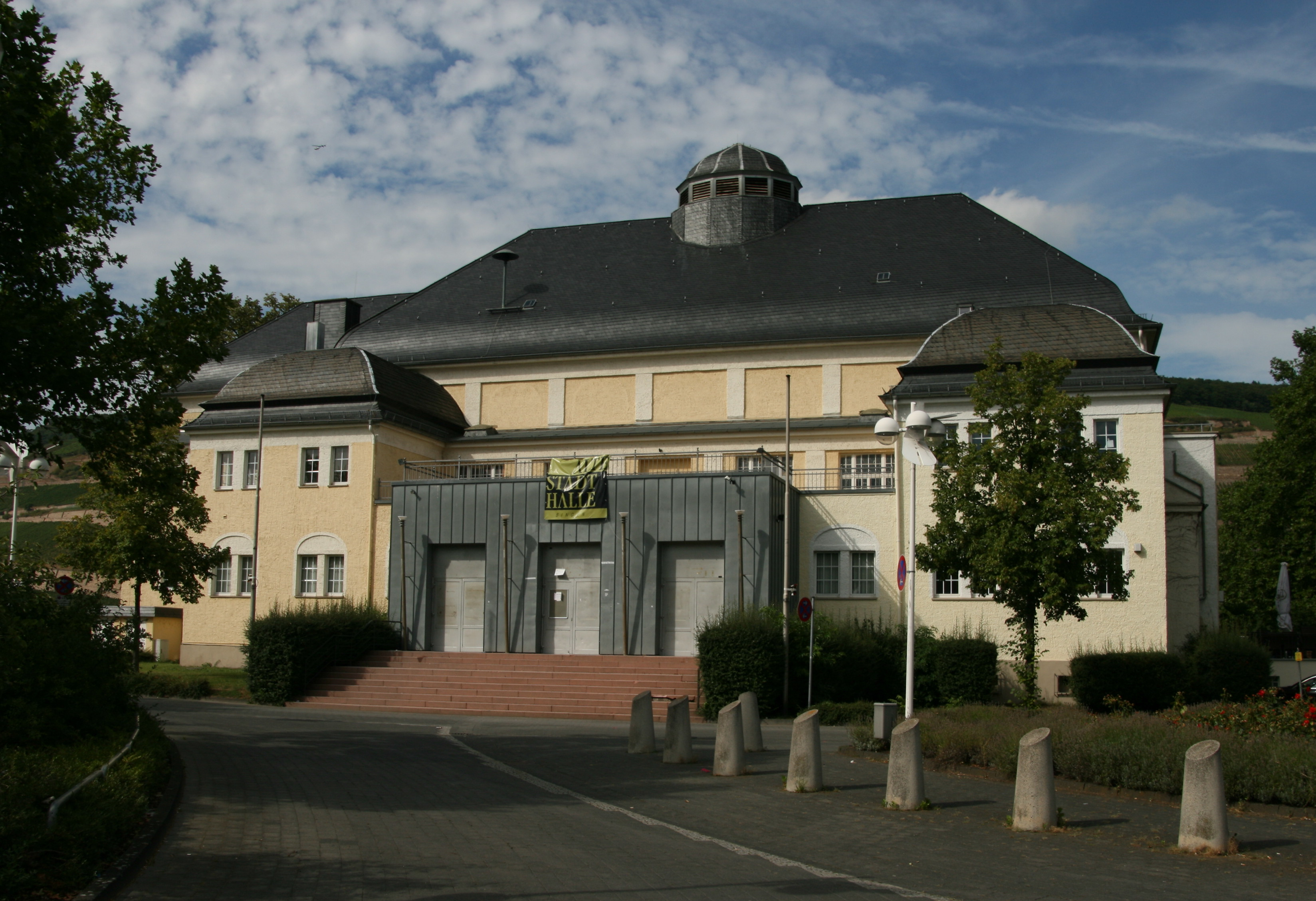
Alte Stadthalle in Bingen

Das Palazzo war ein von 1989 bis 2003 betriebener Techno-Club in Bingen am Rhein.

## Geschichte
Der Club war in der Alten Stadthalle am Rheinufer von Bingen untergebracht und bot auf drei Tanzflächen über 2000 Personen Platz. Das Palazzo gehörte zu den ersten Clubs in Deutschland, in denen elektronische Tanzmusik gespielt wurde. Im Club traten DJs aus Genres wie Trance, Progressive Techno, Minimal Techno, Electro, House und Hardcore Techno auf.
Nach mehreren zwischenzeitlichen Schließungen, Umbauten und Wiedereröffnungen wurde das Palazzo im Jahr 2003 in dieser Form geschlossen. Die zu diesem Anlass veröffentlichte „Abschieds-Hymne“ The End von Tube-Tech (Alex Denton, Udo Niebergall, Joachim Muno), eine Coverversion des gleichnamigen Songs der Doors, war eine der meistverkauften Techno-Schallplatten des Jahres 2003 und erreichte in Deutschland die Singlecharts. 
Das Gebäude wurde seitdem mehrfach verpachtet, und im Jahr 2015 an die Betreiber des Zollamtes verkauft.

## Veröffentlichungen
Unter dem Namen des Clubs erschien eine Reihe von Mix-Compilations:
- Marco Remus – Palazzo Vol. 1
- Gayle San – Palazzo Vol. 2
- DJ Rush – Palazzo Vol. 3
- Eric Sneo – Palazzo Vol. 4
- Pet Duo – Palazzo Vol. 5
- Valentino Kanzyani – Palazzo Vol. 6
- Felix Kröcher – Palazzo Vol. 7
- Various Artists – Palazzo Bedroom Vol. 1